# Forău
Forău – wieś w Rumunii, w okręgu Bihor, w gminie Uileacu de Beiuș. W 2011 roku liczyła 802 mieszkańców.